# 3D认证

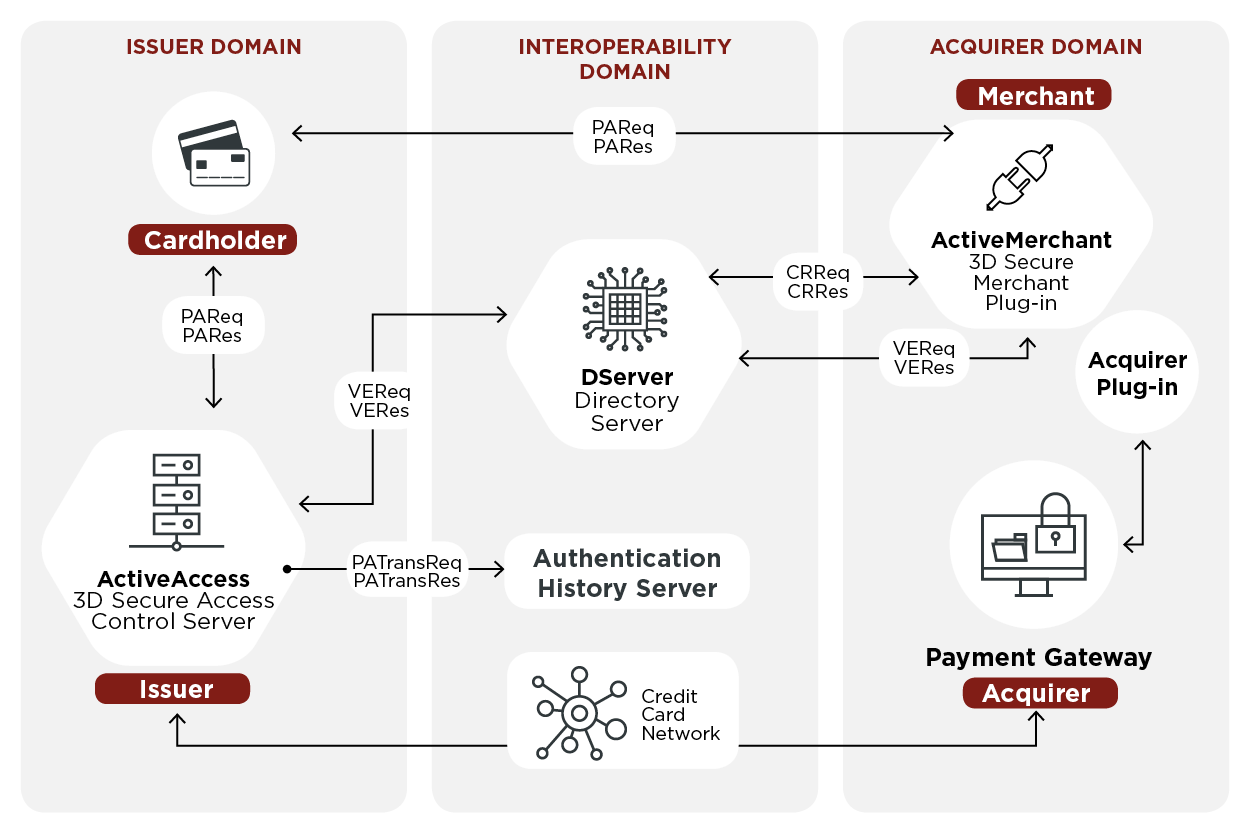
3D認證程序圖

3D认证（3-D Secure，缩写3DS）是电子商务领域的一项认证协议，其中“3D”指参与认证的三方：收单方（Acquirer Domain）、发卡方（Issuer Domain），以及连接前两者的数据交换方（Interoperability Domain）。3D认证的目的是在电子商务交易中认证持卡人，或提供身份验证和账户确认。
2001年，初版3D认证协议由Arcot公司（现归属博通有限）与Visa公司共同推出。几大卡组织分别实现了该协议，如维萨的Visa Secure与万事达卡的SecureCode。
2016年，由六大卡组织组成的EMVCo发布了该协议的第2版（3D Secure 2，也称为 EMV 3-D Secure、3D Secure 2.0 或 3DS2）。新版协议旨在遵守新的欧盟认证要求——PSD2，并解决初版的一些缺点，如 结账流程的“摩擦”（即结帐时额外的验证步骤）会导致部分客户放弃购买。第2版协议让发卡方可以获得交易的更多数据，如收件地址、客户的设备 ID 或历史交易记录。发卡方可以使用这些信息来评估交易的风险水平，并选择适当的应对措施：
- 若数据足以让银行相信买家是真正的持卡人，就会通过“无摩擦”流程进行交易——持卡人无需额外输入任何信息，即可完成身份验证。
- 若银行决定需要进一步的证明，交易将通过“挑战”流程发送——要求客户提供额外的输入来验证付款。